# Renault Espace
Renault Espace er en stor MPV bygget af Matra mellem marts 1984 og september 2002 og af Renault siden oktober 2002. Fem ud af op til syv sæder i bilen kan tages ud.

## Historie
Den franske bilfabrikant Matra udviklede i årene 1978 til 1982 Europas første MPV og bragte i 1984 sammen med Renault bilen i serieproduktion under navnet Renault Espace.
Oprindeligt var bilen tænkt til Talbot som efterfølger for den i slutningen af 1983 udgåede Talbot-Matra Rancho. Talbot tilhørte PSA-koncernen. Som følge af Talbot-Matras likviditetsproblemer overtog Renault den færdige bil. Bilen var designet af Antonis Volanis.

## Produktionssteder
Til og med tredje generation blev bilen bygget på Matras fabrik i Romorantin-Lanthenay, departement Loir-et-Cher i det centralfranske Sologne.
Med introduktionen af fjerde generation i 2002 blev produktionen flyttet til Renaults fabrik i det nordfranske Sandouville, hvor også Vel Satis og Laguna blev bygget.

## Modelhistorie
Traditionelt benævner Renault nye modelgenerationer Phase I, og faceliftede modeller Phase II, Phase III osv..

### Espace I (1984−1991)
Den fra marts 1984 byggede, første generation af Espace blev internt betegnet type J11. Den blev i solgt i 191.674 eksemplarer.
I starten af 1988 fik modellen i rammerne af et facelift modificeret fronten og forlænget bagenden. Samtidig kom modellen i en firehjulstrukket udgave.

### Espace II (1991−1997)
Den 18 cm længere anden generation, også betegnet type J63, var en videreudvikling af J11 og kom på markedet i februar 1991. Karrosseri og kabineudstyr blev komplet modificeret. J63 havde rundere former og stærkere motorer, 4- og 6-cylindrede benzinmotorer og en 4-cylindret turbodieselmotor, hvorved tophastigheden steg til op til 190 km/t. J63 fandtes også i den firehjulstrukne Quadra-udgave.
I Kina blev den anden generation mellem 1994 og 1999 bygget af Sanjiang Renault Automobile under navnet Renault Univers.
Af denne Espace-generation blev der trods stigende konkurrence solgt 316.419 eksemplarer.

#### Motorer[1]
| Model         | Slagvolume cm³ | Max. effekt kW (hk) / omdr. | Max. drejningsmoment Nm / omdr. | Motorkode | 0-100 km/t sek. | Topfart km/t | Byggeår     |
| ------------- | -------------- | --------------------------- | ------------------------------- | --------- | --------------- | ------------ | ----------- |
| Benzinmotorer |                |                             |                                 |           |                 |              |             |
| 2.0           | 1995           | 77 (105) / 5250             | 159 / 2500                      | J7R       | 14,2            | 173          | 1991 – 1997 |
| 2.2           | 2165           | 81 (110) / 5000             | 170 / 3500                      | J7T       | 12,9            | 175          | 1991 – 1997 |
| 2.8 V6        | 2849           | 113 (154) / 5400            | 230 / 2500                      | Z7W       | 10,3            | 195          | 1991 – 1997 |
| Dieselmotorer |                |                             |                                 |           |                 |              |             |
| 2.1 dT        | 2068           | 65 (88) / 4250              | 181 / 2000                      | J8S       |                 | 163          | 1991 – 1997 |

### Espace III (1997−2002)
Også den i januar 1997 introducerede tredje generation, type JE, blev udviklet og bygget af Matra og havde ligesom forgængeren kunststofkarrosseri på et forzinket stålchassis.
Type JE fik nyudviklede firecylindrede motorer, som for første gang var monteret på tværs. Modellen fandtes med benzinmotorer fra 2,0 liter/84 kW (114 hk) til 3,0 liter/140 kW (190 hk). V6-motoren fra type J63 (med 12 ventiler) blev frem til 1998 bygget i en version med 123 kW (167 hk) og derefter afløst af en nyudviklet V6-motor på 3,0 liter med 24 ventiler og 140 kW (190 hk). Samtidig blev CAN-Bus systemet introduceret i Espace. Også dieselmotorerne blev moderniseret i løbet af byggetiden og gik fra 1,9 liter/72 kW (98 hk) til 2,2 liter/95 kW (129 hk).
På Frankfurt Motor Show 1997 blev der udover grundmodellen også præsenteret den 27 cm længere Grand Espace, der som den første MPV overhovedet fik fire stjerner i Euro NCAPs kollisionstest. Af denne generation blev der frem til september 2002 bygget 357.120 biler. Grand Espace type JE havde af alle Espace-modeller den største kabine, og også store ydermål.
I sommeren 2000 fik modellen et facelift, som udefra kunne kendes på forlygterne i klart glas og ændringer i modelbetegnelserne. Udstyrsvarianterne RT, RXE, Elyssee og Initiale blev til Authentique, Expression, Privilege og Initiale. Også dieselmotoren med indirekte indsprøjtning og 83 kW (113 hk) blev afløst af en ny med commonrail-indsprøjtning og 95 kW (129 hk).
2,0 8V-motoren med 84 kW (114 hk) blev kort før faceliftet taget af programmet, så 2,0 16V-motoren (type F4R) nu var basismotor og frem til produktionen sluttede i efteråret 2002 blev produceret sammen med 2,2 dCi. 3,0 V6 udgik allerede i starten af 2002.
I efteråret 2001 blev der introduceret en på Espace type JE baseret firepersoners coupé med kunststofkarrosseri, Renault Avantime. Dens produktion blev efter 18 måneder indstillet i foråret 2003 som følge af Matras konkurs.

#### Motorer[2][3]
| Model         | Slagvolume cm³ | Max. effekt kW (hk) / omdr. | Max. drejningsmoment Nm / omdr. | Motorkode | 0-100 km/t sek. | Topfart km/t | Byggeår           |
| ------------- | -------------- | --------------------------- | ------------------------------- | --------- | --------------- | ------------ | ----------------- |
| Benzinmotorer |                |                             |                                 |           |                 |              |                   |
| 2.0 8V        | 1998           | 84 (114) / 5400             | 168 / 3500                      | F3R       | 13,7            | 175          | 11/1996 − 10/2000 |
| 2.0 16V       | 1998           | 103 (140) / 5500            | 188 / 3750                      | F4R       | 11,6            | 185          | 10/1998 − 10/2002 |
| 3.0 V6 12V    | 2963           | 123 (167) / 5500            | 235 / 4500                      | Z7X       | 11,0            | 195          | 11/1996 − 10/1998 |
| 3.0 V6 24V    | 2946           | 140 (190) / 5750            | 267 / 4000                      | L7X       | 10,6            | 203          | 10/1998 − 10/2002 |
| Dieselmotorer |                |                             |                                 |           |                 |              |                   |
| 1.9 dTi 8V    | 1870           | 72 (98) / 4000              | 190 / 2000                      | F9Q       | 15,0            | 167          | 2/1999 − 10/2002  |
| 2.2 dT 12V    | 2188           | 83 (113) / 4500             | 250 / 2000                      | G8T       | 14,5            | 175          | 11/1996 − 10/2000 |
| 2.2 dCi 16V   | 2188           | 85 (115) / 4000             | 290 / 1750                      | G9T       | 13,5            | 176          | 10/2000 − 10/2002 |
| 2.2 dCi 16V   | 2188           | 95 (129) / 4000             | 290 / 1750                      | G9T       | 12,4            | 183          | 10/2000 − 10/2002 |

### Espace IV (2002−)
Den fjerde generation af Espace med den interne betegnelse JK kom på markedet i oktober 2002.
Som den første MPV fik denne generation af Espace fem stjerner ud af fem mulige i Euro NCAPs kollisionstest. Med Espace IV, som fra staten af også kunne fås som Grand Espace, ændrede næsten alt sig:
- Modellen bygges ikke længere af Matra, men derimod af Renault selv.
- Modellen har ikke længere det på en chassisramme monterede kunststofkarrosseri fra forgængerne, men derimod et almindeligt, selvbærende stålkarrosseri.
- På grund af de nu i bagsæderne integrerede sikkerhedsseler, er sæderne væsentligt tungere end i forgængerne.

#### Phase I (2002−2006)
I udstyrsvarianterne Authentique, Expression, Privilège og Initiale stod seks forskellige motorvarianter til rådighed.
Alle varianter havde allerede i laveste udstyrsniveau bl.a. klimaanlæg, elektronisk parkeringsbremse, tågeforlygter, el-ruder i alle døre og bilradio.
Motorer (2002−2006)
Motorprogrammet omfattede fra begyndelsen tre benzin- og tre dieselmotorer. Topmodellen havde en 3,5-liters sekscylindret benzinmotor fra Nissan, som også blev brugt i sportsvognen 350Z. 3,0-liters dieselmotoren kom fra Isuzu og blev også brugt i Renault Vel Satis, Opel Vectra, Opel Signum og Saab 9-5.
Benzinmotorer
- 4 cylindre
  - 2,0 16V, 100 kW (136 hk)
  - 2,0 Turbo, 120 kW (163 hk), også med femtrins automatgear. Motorydelse senere 125 kW (170 hk).
- 6 cylindre
  - 3,5 24V, 177 kW (241 hk), kun med femtrins automatgear.

Dieselmotorer
- 4 cylindre
  - 1,9 dCi, 88 kW (120 hk)
  - 2,2 dCi, 110 kW (150 hk), også med femtrins automatgear.
- 6 cylindre
  - 3,0 dCi, 130 kW (177 hk), kun med femtrins automatgear.

#### Phase II (2006−2010)
I april 2006 fik Espace med Phase II et facelift. Udstyrsvarianterne hed Expression, Dynamique, Privilege og Initiale. Derudover fandtes modellen i tidsbegrænsede specialudgaver, som f.eks. Tech Run, Navitech, Edition PGA, Edition 25th eller Celsium.
De udefra sigtbare kendetegn var:
- Bortfald af de hidtil leverbare, drejelige forsæder
- Forlygter i klart glas med xenon- og kurvelys
- Ændret montering af tågeforlygter
- Kølergrill med to i stedet for tre lameller
- Nypositionerede baglygter
- Nye hhv. modificerede dieselmotorer med fire ventiler pr. cylinder med balanceaksler, vedligeholdesfri kæde til ventilstyring og piezoelektrisk styrede dieselinjektorer fra Renault/Nissans fabrik Cléon beliggende i Normandiet syd for Rouen. De fleste dieselmotorer fik partikelfilter.
- Forankringssystem for de bageste enkeltsæder
- Sekstrins automatgear
- Indføring af navigations- og kommunikationssystem Carminat 3
- Nydesignet midterkonsol

Tekniske specifikationer
| Model           | Cylindre | Ventiler | Slagvolume cm³ | Max. effekt kW (hk) / omdr. | Max. drejningsmoment Nm / omdr. | 0-100 km/t sek. | Topfart km/t | Byggeår          |
| --------------- | -------- | -------- | -------------- | --------------------------- | ------------------------------- | --------------- | ------------ | ---------------- |
| Benzinmotorer   |          |          |                |                             |                                 |                 |              |                  |
| 2.0 16V         | 4        | 16       | 1998           | 100 (136) / 5500            | 192 / 3750                      | 12,5            | 185          | 4/2006 − 10/2008 |
| 2.0 16V TCe 170 | 4        | 16       | 1998           | 125 (170) / 5000            | 270 / 3250                      | 9,7             | 205          | 4/2006 − 9/2010  |
| 3.5 V6 240      | 6        | 24       | 3498           | 177 (241) / 6000            | 330 / 3600                      | 8,1             | 225          | 4/2006 − 9/2010  |
| Dieselmotorer   |          |          |                |                             |                                 |                 |              |                  |
| 2.0 dCi         | 4        | 16       | 1995           | 96 (130) / 4000             | 320 / 2000                      | 13,5            | 184          | 1/2007 − 10/2008 |
| 2.0 dCi         | 4        | 16       | 1995           | 110 (150) / 4000            | 340 / 2000                      | 10,4            | 194          | 4/2006 − 9/2010  |
| 2.0 dCi         | 4        | 16       | 1995           | 127 (173) / 3750            | 360 / 2000                      | 9,8             | 204          | 4/2007 − 9/2010  |
| 2.2 dCi         | 4        | 16       | 2188           | 102 (139) / 4000            | 320 / 1750                      | 13,9            | 185          | 4/2006 − 5/2007  |
| 3.0 dCi         | 6        | 24       | 2958           | 133 (181) / 4000            | 400 / 1800                      | 10,9            | 210          | 4/2006 − 1/2010  |

### Phase III (2010−2012)
I oktober 2010 fik Espace endnu et facelift (Phase III). Udstyrsvarianterne var i starten begrænset til Celsium og Initiale. Siden sommeren 2011 sælges også versionen Alcantara.
Ændringer i forhold til Phase II:
- Forlygter i klart glas med LED-dagkørelys
- Indføring af radio fra Scénic og Mégane med Bluetooth og USB-indgang fra fabrikken
- TomTom-navigation i stedet for den hidtidige cd- og dvd-navigation
- Højere bakspejl
- Indstilling af alle V6-modeller

Tekniske specifikationer
| Model           | Cylindre | Ventiler | Slagvolume cm³ | Max. effekt kW (hk) / omdr. | Max. drejningsmoment Nm / omdr. | 0-100 km/t sek. | Topfart km/t | Byggeår   |
| --------------- | -------- | -------- | -------------- | --------------------------- | ------------------------------- | --------------- | ------------ | --------- |
| Benzinmotorer   |          |          |                |                             |                                 |                 |              |           |
| 2.0 16V TCe 170 | 4        | 16       | 1998           | 125 (170) / 5000            | 270 / 3250                      | 9,7             | 205          | 10/2010 − |
| Dieselmotorer   |          |          |                |                             |                                 |                 |              |           |
| 2.0 dCi         | 4        | 16       | 1995           | 110 (150) / 4000            | 340 / 2000                      | 10,4            | 194          | 10/2010 − |
| 2.0 dCi         | 4        | 16       | 1995           | 127 (173) / 3750            | 360 / 2000                      | 9,8             | 204          | 10/2010 − |

### Phase IV (2012−)
I juli 2012 fik Espace et yderligere facelift. Kendetegnene for Phase IV er en modificeret front med ny grill og større logo. Motorprogrammet blev udvidet med en 130 hk-dieselmotor.